# Edward Villiers, I conte di Jersey
Edward Villiers, I conte di Jersey (1656 – 25 agosto 1711), è stato un nobile e politico inglese.

## Biografia
Era il figlio di Edward Villiers, e della sua seconda moglie, Lady Frances Howard, figlia più giovane di Theophilus Howard, II conte di Suffolk. Studiò al St John's College di Cambridge.
Suo nonno era Sir Edward Villiers, maestro della zecca e lord presidente di Munster, fratellastro di George Villiers, I duca di Buckingham e di Christopher Villiers, I conte di Anglesey. Sua sorella era Elizabeth Villiers, l'amante del re Guglielmo III, e in seguito fu contessa di Orkney come moglie di George Hamilton, I conte di Orkney.

## Carriera
È stato Cavaliere Maresciallo della Real Casa in successione al padre, Magister equitum della regina Maria II, e Lord Ciambellano di Guglielmo III e della regina Anna.
Rappresentò il paese al Congresso di Ryswick, è stato ambasciatore a L'Aja, e dopo essere diventato un conte, è stato ambasciatore a Parigi. Nel 1699 è stato nominato Segretario di Stato per il Dipartimento del Sud, e in tre occasioni è stato uno dei giudici Lords of England. Nel 1704 fu licenziato dalla regina Anna, dopo di che fu coinvolto in alcuni progetti giacobiti, usando sua moglie, che era cattolica romana, come intermediaria. Nel 1711 la regina fu convinta con riluttanza a riportarlo nel governo, ma morì subito dopo.

## Matrimonio
Sposò, il 17 dicembre 1681, Barbara Chiffinch (1663-13 dicembre 1735), figlia di William Chiffinch. Ebbero tre figli:
- William Villiers, II conte di Jersey (1682-13 luglio 1721);
- Lord Henry Villiers (?-1743);
- Lady Mary Villiers (?-17 gennaio 1734/35), sposò in prime nozze Thomas Thynne, ebbero un figlio, sposò in seconde nozze George Granville, barone di Biddeford, ebbero una figlia.

## Morte
Morì il 25 agosto 1711 di apoplessia. Dopo la morte di Lord Jersey, la vedova portò il figlio minore Henry in Francia, con il preciso scopo di farlo crescere nella fede cattolica romana, alla quale aderiva fortemente. Ciò causò una sorta di scandalo, poiché Henry era minorenne e sotto la tutela dalla famiglia reale.

## Ascendenza
|                                        |                                   |                                      | Genitori          |  |  | Nonni |  |  | Bisnonni        |  |  | Trisnonni        |  |
|                                        |                                   |                                      |                   |  |  |       |  |  | George Villiers |  |  | William Villiers |  |
|                                        |                                   |                                      |                   |  |  |       |  |  | George Villiers |  |  | William Villiers |  |
|                                        |                                   | Coletta Clarke                       |                   |  |  |       |  |  | George Villiers |  |  |                  |  |
| Edward Villiers                        |                                   |                                      |                   |  |  |       |  |  | George Villiers |  |  |                  |  |
|                                        |                                   | Audrey Saunders                      | William Saunders  |  |  |       |  |  |                 |  |  |                  |  |
|                                        |                                   | Audrey Saunders                      | William Saunders  |  |  |       |  |  |                 |  |  |                  |  |
|                                        |                                   | Audrey Saunders                      | Frances Zouche    |  |  |       |  |  |                 |  |  |                  |  |
| Edward Villiers                        |                                   | Audrey Saunders                      |                   |  |  |       |  |  |                 |  |  |                  |  |
|                                        |                                   | John St. John                        | Nicholas St. John |  |  |       |  |  |                 |  |  |                  |  |
|                                        |                                   | John St. John                        | Nicholas St. John |  |  |       |  |  |                 |  |  |                  |  |
|                                        |                                   | John St. John                        | Elizabeth Blount  |  |  |       |  |  |                 |  |  |                  |  |
| Barbara St. John                       |                                   | John St. John                        |                   |  |  |       |  |  |                 |  |  |                  |  |
|                                        |                                   | Lucy Hungerford                      | Walter Hungerford |  |  |       |  |  |                 |  |  |                  |  |
|                                        |                                   | Lucy Hungerford                      | Walter Hungerford |  |  |       |  |  |                 |  |  |                  |  |
|                                        |                                   | Lucy Hungerford                      | Anne Dormer       |  |  |       |  |  |                 |  |  |                  |  |
| Edward Villiers, I conte di Jersey     |                                   | Lucy Hungerford                      |                   |  |  |       |  |  |                 |  |  |                  |  |
|                                        | Thomas Howard, I conte di Suffolk | Thomas Howard, IV duca di Norfolk    |                   |  |  |       |  |  |                 |  |  |                  |  |
|                                        | Thomas Howard, I conte di Suffolk | Thomas Howard, IV duca di Norfolk    |                   |  |  |       |  |  |                 |  |  |                  |  |
|                                        | Thomas Howard, I conte di Suffolk | Margaret Audley, duchessa di Norfolk |                   |  |  |       |  |  |                 |  |  |                  |  |
| Theophilus Howard, II conte di Suffolk | Thomas Howard, I conte di Suffolk |                                      |                   |  |  |       |  |  |                 |  |  |                  |  |
|                                        |                                   | Katherine Knyvett                    | Henry Knyvett     |  |  |       |  |  |                 |  |  |                  |  |
|                                        |                                   | Katherine Knyvett                    | Henry Knyvett     |  |  |       |  |  |                 |  |  |                  |  |
|                                        |                                   | Katherine Knyvett                    | Elizabeth Stumpe  |  |  |       |  |  |                 |  |  |                  |  |
| Frances Howard                         |                                   | Katherine Knyvett                    |                   |  |  |       |  |  |                 |  |  |                  |  |
|                                        |                                   | George Home, I conte di Dunbar       | Alexander Home    |  |  |       |  |  |                 |  |  |                  |  |
|                                        |                                   | George Home, I conte di Dunbar       | Alexander Home    |  |  |       |  |  |                 |  |  |                  |  |
|                                        |                                   | George Home, I conte di Dunbar       | Janet Home        |  |  |       |  |  |                 |  |  |                  |  |
| Elizabeth Home                         |                                   | George Home, I conte di Dunbar       |                   |  |  |       |  |  |                 |  |  |                  |  |
|                                        |                                   | Elizabeth Gordon                     | Alexander Gordon  |  |  |       |  |  |                 |  |  |                  |  |
|                                        |                                   | Elizabeth Gordon                     | Alexander Gordon  |  |  |       |  |  |                 |  |  |                  |  |
|                                        |                                   | Elizabeth Gordon                     | Agnes Bethune     |  |  |       |  |  |                 |  |  |                  |  |
|                                        |                                   | Elizabeth Gordon                     |                   |  |  |       |  |  |                 |  |  |                  |  |